# Église Notre-Dame de Saint-Étienne
L'église Notre-Dame, à Saint-Étienne (département de la Loire) a été bâtie au XVIIe siècle.

## Historique
L'édifice est construit au XVIIe siècle dans le bourg de Chavanelle, aujourd'hui quartier de Saint-Étienne. L'église est consacrée le 8 décembre 1669 sous le vocable de l'Immaculée Conception de la Sainte Vierge. Profondément remaniée au fil des siècles, l'église est ornée d'une façade de style dit « jésuite » dû à l'architecte Gérard.

## Architecture et ornements
L'église est de style baroque, avec une nef centrale unique et des chapelles latérales, qui ont été transformées en nefs latérales en 1860. 
Les orgues historiques construites par Joseph et Claude-Ignace Callinet en 1837 sont célèbres et classées monuments historiques en 1976. Une restauration à l'identique a été effectuée par Gaston Kern en 1995. L'organiste depuis 1979 en est Jean-Luc Perrot. Le carillon mécanique de 10 cloches a été remis en service en 2001, sous l’impulsion de Jean-Bernard Lemoine.
Le chemin de croix est réalisé en plaques de lave par le céramiste parisien Camille Le Tallec dans les années 1950 d'après les dessins des vitraux de Théo Hanssen,.

## Exemples sonores
- YouTube Jean-Jacques Charpentier, Pange Lingua par Jean-Luc Perrot
- YouTube Jules Massenet, Souvenez-vous, Vierge Marie

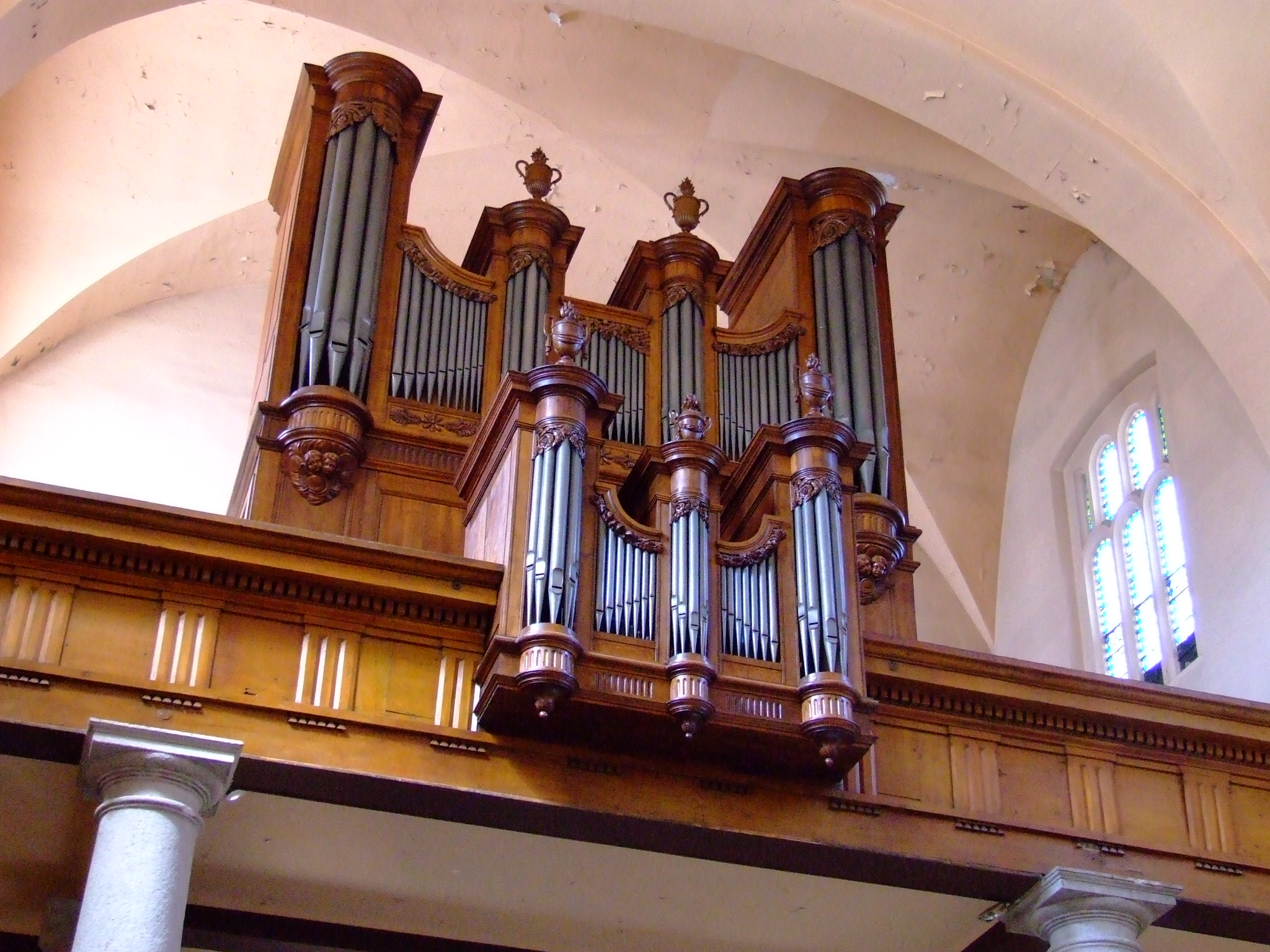
Orgue Callinet (1837) église Notre-Dame.
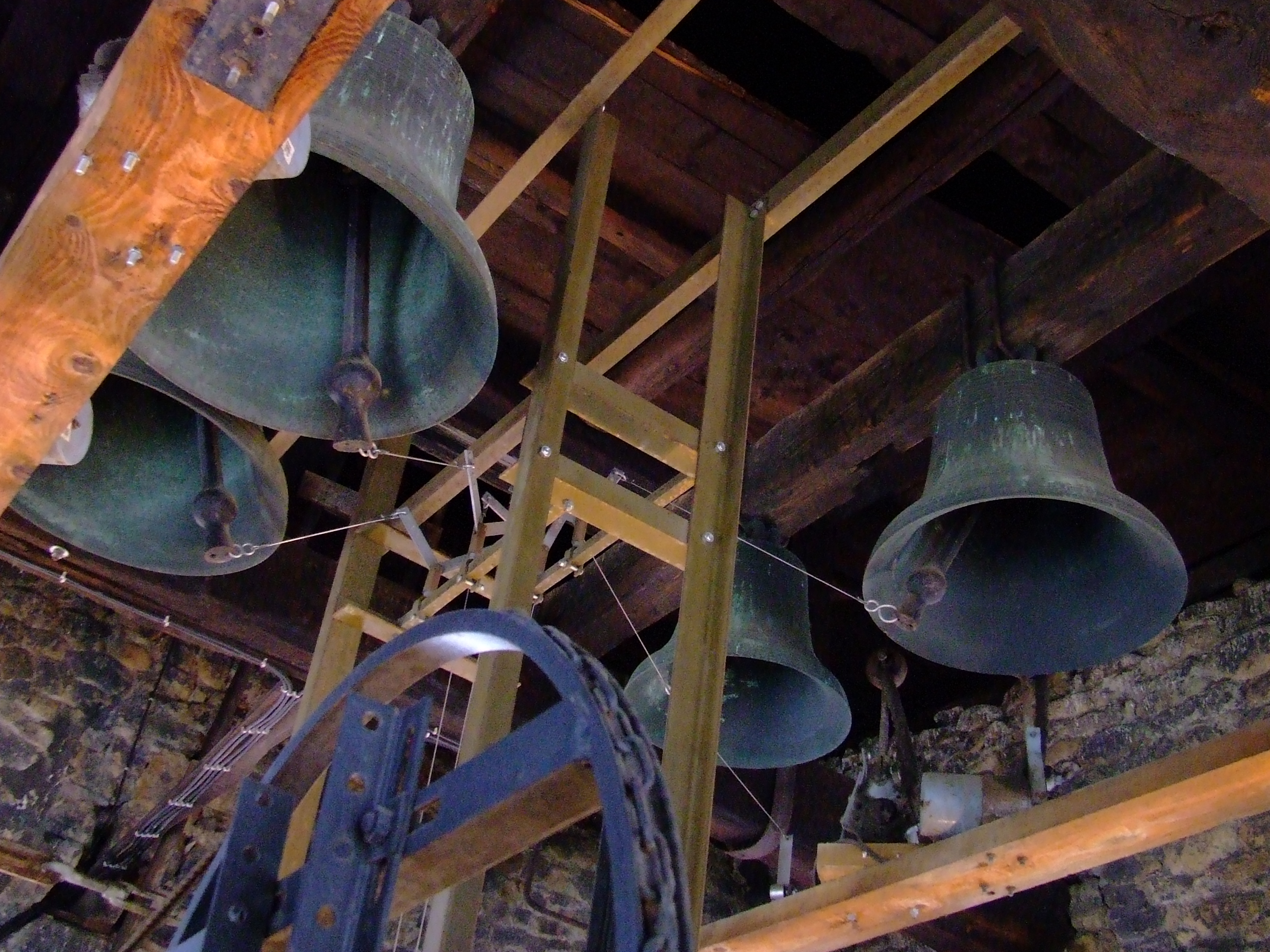
Carillon mécanique de l'église Notre-Dame (détail des petites cloches).